# ГЕС Rapide-Blanc
ГЕС Rapide-Blanc — гідроелектростанція в канадській провінції Квебек. Розташована між ГЕС Rapides-des-Coeurs (вище за течією) та ГЕС La Trenche, входить до складу каскаду на річці Saint-Maurice, яка у місті Труа-Рів'єр впадає ліворуч до річки Святого Лаврентія (дренує Великі озера).
У межах проєкту річку перекрили бетонною гравітаційною греблею висотою 46 метрів та довжиною 276 метрів. Крім того, для закриття сідловин існує дві допоміжні споруди — бетонна гравітаційна і земляна — висотою 9 і 22 метри та довжиною 76 і 166 метрів відповідно. Разом вони утримують витягнуте по долині Saint-Maurice майже на пів сотні кілометрів водосховище з площею поверхні 82,6 км2 та об'ємом 466 млн м3.
Пригреблевий машинний зал станції у 1934—1955 роках обладнали шістьома турбінами типу Френсіс загальною потужністю 204 МВт, які використовують напір у 32,9 метра.